# Sycyna
Sycyna is een dorp in de Poolse woiwodschap Lublin. De plaats maakt deel uit van de gemeente Biała Podlaska en telt 140 inwoners.